# Larry Bishop
Larry Bishop (ur. 30 listopada 1948 w Filadelfii) – amerykański aktor, scenarzysta i reżyser telewizyjny i filmowy.

## Życiorys

### Wczesne lata
Urodził się w Filadelfii jako syn komika „Rat Pack” Joeya Bishopa (ur. 3 lutego 1918, zm. 17 października 2007) i Sylvii Ruzgi (ur. 3 listopada 1918, zm. 20 września 1999 roku na raka płuc). Dorastał w południowej Kalifornii otoczony crème de la crème, a jego najbliżsi kumple z lat młodości to Rob Reiner, Albert Brooks i Richard Dreyfuss. Uczęszczał do prestiżowej Beverly Hills High School.

### Kariera
Występował w serialach telewizyjnych, m.in. Dick w piątym sezonie 14. odcinku sitcomu NBC I Dream of Jeannie (1969) z Barbarą Eden i Larrym Hagmanem czy jako major Trapnell w pierwszym sezonie 12. odcinku serialu ABC Kung Fu (1973) z Davidem Carradine. W komedii kryminalnej Żądło II (The Sting II, 1983) był jednym z ochroniarzy Doyle’a Lonnegana (w tej roli Oliver Reed).
Napisał scenariusz, wyreżyserował i wystąpił w komedii kryminalnej Czas wściekłych psów (Mad Dog Time, 1996) z Burtem Reynoldsem Richardem Pryorem, Ellen Barkin, Gabrielem Byrnem, Jeffem Goldblumem i Diane Lane. 
Następnie powrócił po długiej przerwie, około dziesięć lat później, dzięki koledze Quentinowi Tarantino, który obsadził go w niewielkiej roli Larry’ego Gomeza w dramacie sensacyjnym Kill Bill: Volume 2 (2004) i wyprodukował swój kolejny film Hell Ride (2008), gdzie zagrał główną rolę Johnny’ego zwanego Pistolero, przywódcy gangu motocyklowego „The Victors, a obok niego wystąpili także: Michael Madsen, David Carradine i Dennis Hopper. 
Z nieformalnego związku ma dwóch synów - Scotta i Kirka.

## Filmografia

### filmy fabularne
- 1968: Wild in the Streets jako Abraham Salteen (The Hook)
- 1968: Siedmiu dzikusów (The Savage Seven) jako Joint
- 1969: The Devil's 8 jako Chandler
- 1970: Wolny jeździec (Angel Unchained) jako pilot
- 1971: Chrome and Hot Leather jako Gabe
- 1973: The Third Girl from the Left (TV) jako Bradford
- 1973: Soul Hustler jako Brian
- 1975: All Together Now (TV) jako Mike
- 1975: How Come Nobody's on Our Side? jako Brandy
- 1976: The Day the Lord Got Busted jako Brian
- 1978: Niezły pasztet (The Big Fix) jako Wilson
- 1979: High Midnight (TV)
- 1979: C.H.O.M.P.S. (TV) jako Ken Sharp
- 1982: Hey Good Lookin' jako Stomper (głos)
- 1983: Żądło II (The Sting II) jako Gellecher, jeden z ochroniarzy Lonnegan'a
- 1996: Underworld jako Ned Lynch (także scenarzysta)
- 1996: Czas wściekłych psów (Mad Dog Time) jako Nick (także reżyser, scenarzysta, producent)
- 2004: Kill Bill: Volume 2 jako Larry Gomez
- 2006: The Lather Effect
- 2008: Hell Ride jako Pistolero (także reżyser, scenarzysta, producent)
- 2010: Forgotten Pills jako Mathis
- 2015: Misirlou jako Larry z bronią

### serial TV
- 1969: I Dream of Jeannie jako Dick
- 1973: Love, American Style
- 1973: Kung Fu jako major Trapnell
- 1976: Barney Miller jako Hurley
- 1978: Laverne & Shirley jako Jake
- 1979: Barnaby Jones jako Harley Jessup / Lee Henderson
- 1979: Diukowie Hazzardu (The Dukes of Hazzard) jako Joey Sagalo
- 1980: Condominium jako Julian Higbee